# Thác Khone

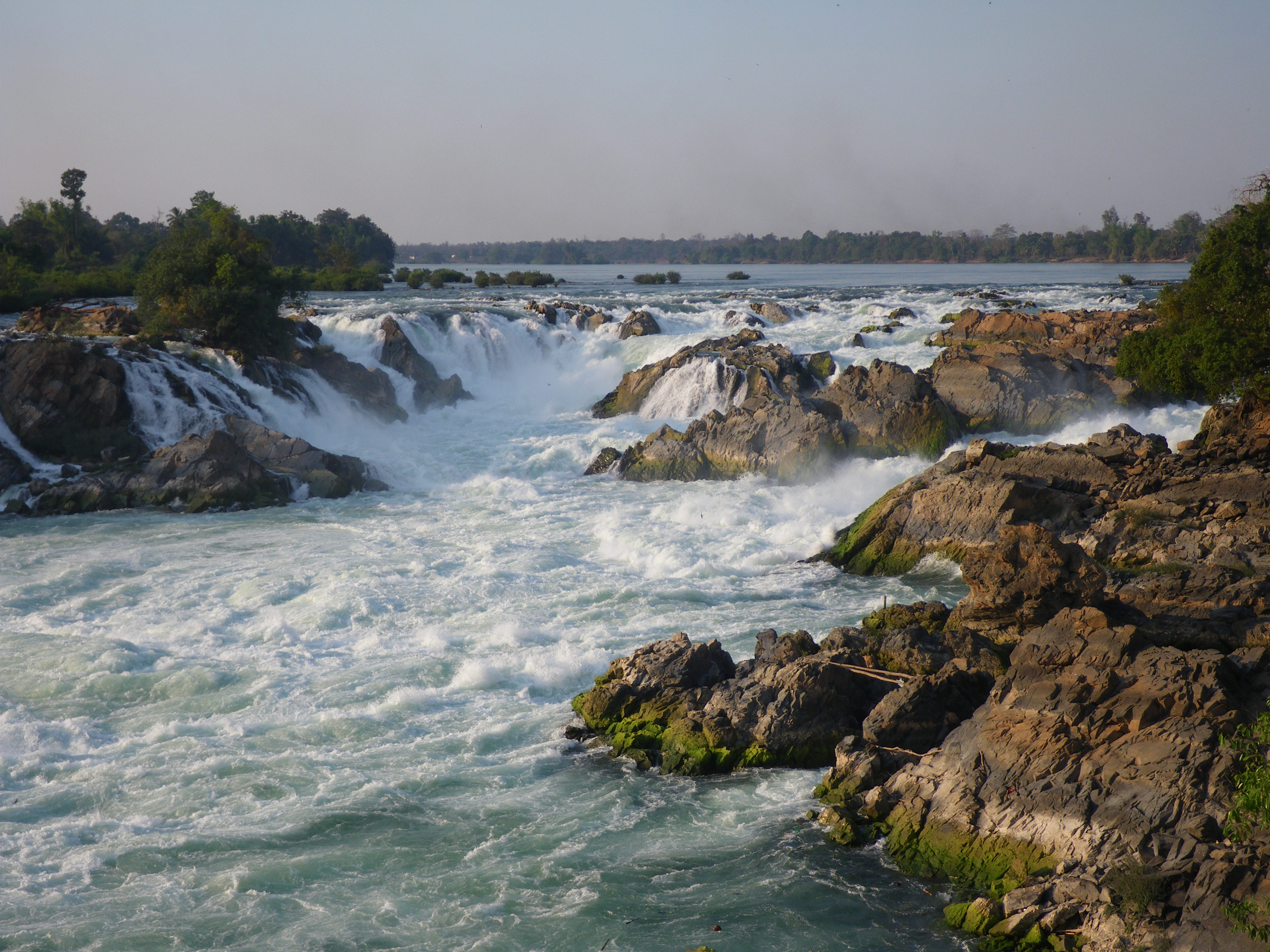
Thác Khone Phapheng

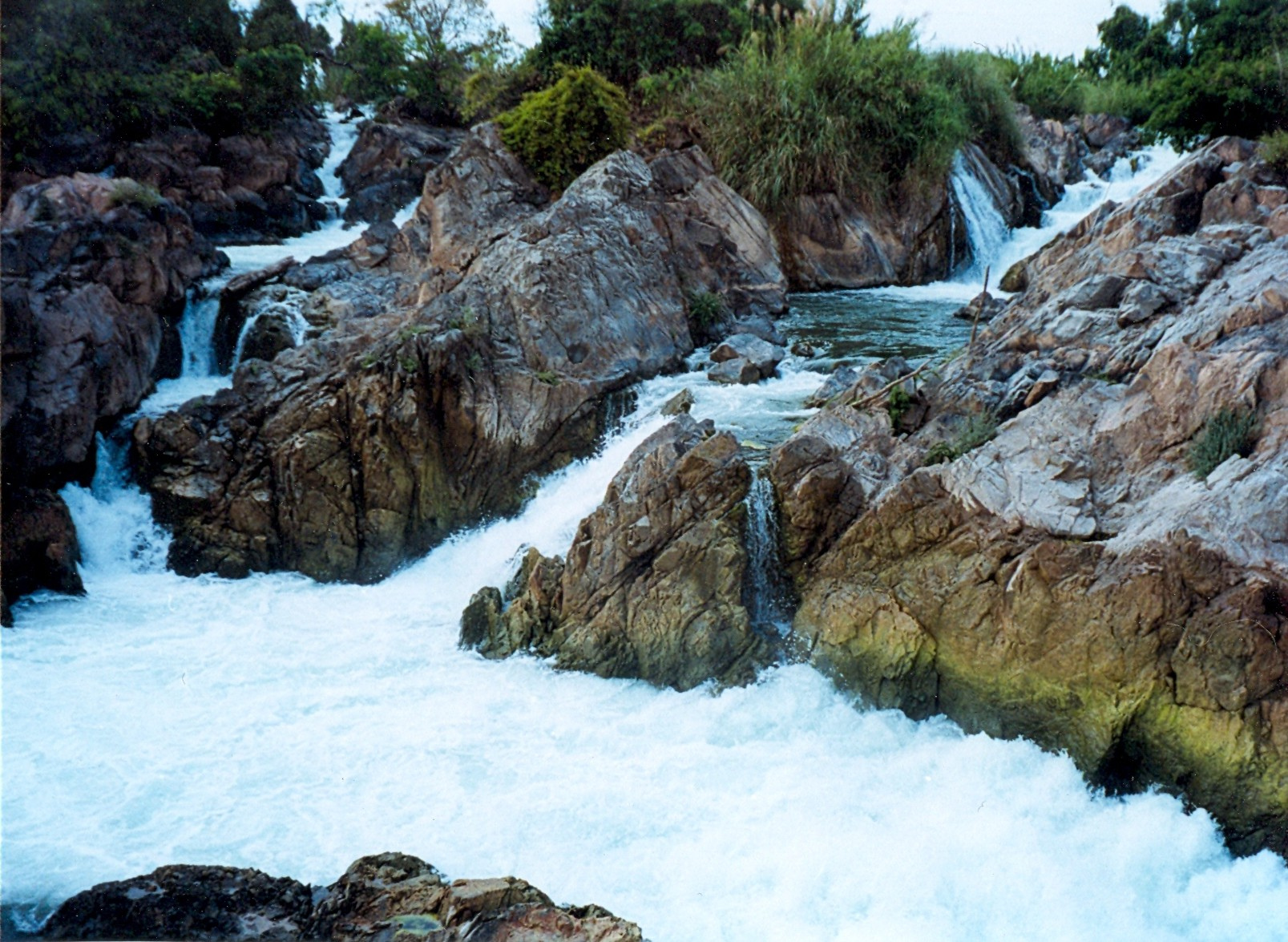
Thác Somphamit, một phần của thác Khone.

Thác Khone là một thác nước trên sông Mê Kông nằm trong tỉnh Champasak của Lào gần biên giới với Campuchia.
Thác Khone là nguyên nhân chính giải thích tại sao sông Mê Kông là không thích hợp cho tàu thuyền qua lại thông một mạch từ khu vực ven biển thuộc Việt Nam vào sâu tới tận Trung Quốc.
Tổng độ cao của thác nước này là 21 m (70 ft) bao gồm nhiều thác ghềnh nhỏ kéo dài trên 10 km (6 dặm Anh) theo chiều dài sông. Lưu lượng trung bình của thác là gần 11.000 m3/s (3 triệu U.S galông/s), tối đa lên tới trên 49.000 m3/s (13 triệu U.S. galông/s). Với tổng chiều rộng 10,83 km tổng cộng của nhiều luồng lạch, đây là thác nước rộng nhất trên thế giới 
Khu vực thác này có nhiều đảo nhỏ và luồng lạch, gọi chung là Si Phan Don (nghĩa là 4000 đảo), nhưng có thể coi là bao gồm hai phần chính là thác Khong Phapheng và thác Somphamit.
Thác nước này là nơi sinh sống của cá tra dầu, một loài cá da trơn đang nguy cấp và được coi là loài cá nước ngọt lớn nhất trên thế giới. Người ta thông báo rằng cá tra dầu có thể đạt tới kích thước 3 m (10 ft) và cân nặng tới 293 kg (646 pao). Cá bám đá Hemimyzon khonensis được biết đến từ một mẫu vật duy nhất được thu thập ở sông Mekong tại thác Khone.
Vào cuối thế kỷ 19 người Pháp đã có một số cố gắng cho tàu thuyền vượt qua thác nước này nhưng họ đã thất bại. Lần đầu tiên họ thành công trong việc đưa tàu thuyền với kích thước bất kỳ qua một phần sông trên thác là khi họ xây dựng xong đường sắt giữa hai đảo trên thác, để tránh các thác dốc nhất và cho phép việc chuyển tải được thực hiện.